# Cuterebra dasypoda
Cuterebra dasypoda är en tvåvingeart som beskrevs av Brauer 1896. Cuterebra dasypoda ingår i släktet Cuterebra och familjen styngflugor. Inga underarter finns listade i Catalogue of Life.